# Claës-L. Ljung
Claës-Lennart Svante Ljung, född 5 september 1945 i Veinge församling i Hallands län, död 15 mars 2024 i Gunnarps distrikt i samma län, var en svensk politiker (moderat) och kommunråd i Falkenbergs kommun. Han var kommunstyrelsens vice ordförande och ledamot av kommunstyrelsens arbetsutskott i Falkenbergs kommun.
Ljung var son till kyrkoherde Sven Ljung och Anita Berger.